# Макандлис Тауншип (Пенсилванија)
Макандлис Тауншип (енгл. McCandless Township) град је у америчкој савезној држави Пенсилванија.

## Демографија
По попису из 2000. године број становника је 29.022.
| Група             | 2000.          | 2010.    |
| Белци             | 27.303 (94,1%) | 0 (0,0%) |
| Афроамериканци    | 375 (1,3%)     | 0 (0,0%) |
| Азијати           | 926 (3,2%)     | 0 (0,0%) |
| Хиспаноамериканци | 202 (0,7%)     | 0 (0,0%) |
| Укупно            | 29.022         | 0        |